# Staalcrisis
De Staalcrisis was een recessie op de mondiale staalmarkt in de zeventiger en tachtiger jaren van de 20e eeuw. De Staalcrisis was voornamelijk een Noord-Amerikaans en Europees fenomeen omdat hier het zwaartepunt van de mondiale staalproductie lag. De tweede oliecrisis verergerde de situatie en de staalcrisis duurde tot ver in de jaren tachtig.
In het decennium voor de Staalcrisis groeide de staalconsumptie met zo'n 6% op jaarbasis. De staalindustrie had fors geïnvesteerd om in deze snelgroeiende vraag te voorzien. Na de eerste oliecrisis stagneerde de vraag naar staal, maar de investeringsplannen werden niet stilgelegd met een grote overcapaciteit tot gevolg. De staalprijzen daalden aanzienlijk toen de markt verzadigd raakte. Veel staalbedrijven leden grote verliezen en gingen failliet. Vele honderdduizenden staalarbeiders raakten hun baan kwijt.

## Mondiaal beeld staalproductie
In 1950 produceerde de wereld in totaal zo’n 200 miljoen short ton staal. In 1970 was dit ruimschoots verdrievoudigd tot 638 miljoen ton. Dit was een groeivoet van 6% op jaarbasis. In 1950 namen de Verenigde Staten en Europa nog driekwart van de wereldstaalproductie voor hun rekening, maar in 1970 was hun aandeel gedaald naar zo'n 45% of ruim 280 miljoen ton. Japan was in die periode sterk in opkomst en hun aandeel in de globale staalproductie steeg van minder dan 3% naar 16% in 1970, een stijging van 100 miljoen ton. Japanse staalfabrieken hadden een groot kostenvoordeel ten opzichte van de Amerikaanse staalproducenten en in mindere mate op de Europese staalbedrijven. Taiwan, Zuid-Korea en Brazilië waren sterk in opkomst als staalproducerende landen.
In 1984 lag de globale staalproductie op 783 miljoen ton. Vanaf 1970 was de groei slechts 1,5% op jaarbasis geweest. In de Verenigde Staten was de productie met 40% gedaald en in Europa was dit aanzienlijk minder maar toch nog 12,5%. Japan had een stijging kunnen realiseren van 12% in deze periode van 14 jaar. De Verenigde Staten importeerde in 1970 nog 7 miljoen ton staal, maar in 1984 was dit gestegen naar 23 miljoen ton. Europa en Japan hadden per saldo nog een stijging van de export gerealiseerd.

## Verenigde Staten
De staalproductie in de Verenigde Staten daalde van 132 miljoen ton in 1974 naar 84 miljoen ton in 1984. Vanaf 1959 was het land een netto-importeur van staal en dit nam explosief toe in deze periode van 10 jaar. De federale overheid reageerde met meerdere maatregelen in een poging de staalindustrie te beschermen, waaronder importquota van 1969 tot 1973, minimum staalprijzen van 1978 tot 1980 en vrijwillige exportbeperkingen van 1983 tot 1987. Dit beleid had echter tot gevolg dat de prijzen voor de staalverbruikende industrieën werden verhoogd, wat leidde tot banenverlies en inflatoire druk, en de maatregelen werden snel afgeschaft.
Volgens het American Iron and Steel Institute telde de Amerikaanse staalindustrie 650.000 werknemers in 1953. Dit daalde tot 512.000 banen in 1974, het moment dat de staalcrisis begon, naar 399.000 banen in 1980 en in vier jaar tijd daalde dit nogmaals met 40% naar 236.000 banen in 1984.
De buitenlandse concurrentie heeft zeker een grote rol gespeeld in de reductie van het aantal banen, maar was niet de enige oorzaak. Tegen 1980 vond bijna een kwart van de Amerikaanse staalproductie plaats in verouderde fabrieken, met inefficiënte productie methoden. Daarnaast leidde het beleid van de Amerikaanse Federal Reserve in een sterke dollar hetgeen de concurrentiepositie verzwakte. De ontwikkeling van nieuwe managementstrategieën, zoals just-in-time productie, en productietechnieken, vooral continugieten, leidde tot een hogere efficiëntie en daarmee tot een vermindering van de werkgelegenheid.
Van 1980 tot 1988 sloot U.S. Steel de zeven minst efficiënte van zijn 12 staalfabrieken. Het personeelsbestand daalde van 75.000 werknemers naar 20.000. In 1989 had de Amerikaanse staalindustrie de bedrijfskosten met 35% verlaagd en de arbeidsproductiviteit met 38% verhoogd. U.S. Steel kon voor het eerst in tien jaar weer winstgevend opereren.

## Europa
In Europa hadden de staalbedrijven van de negen lidstaten van de Europese Gemeenschap (EG) ambitieuze investeringsplannen ten uitvoer gebracht. Tussen 1950 en 1970 verdrievoudigde de staalproductie van 50 naar 150 miljoen ton en in 1974 was de productie nagenoeg gelijk aan de capaciteit. Op basis van de florissante groeicijfers uit het verleden waren veel projecten gestart en in 1977 was er 200 miljoen ton aan capaciteit beschikbaar. In 1975 daalde de productie met 20% tot 125 miljoen ton en in 1977 was de capaciteitsbenutting gedaald tot 60%. Een dramatische verslechtering voor een bedrijfstak met een hoge vaste kostenstructuur en de staalbedrijven draaiden met forse verliezen.
De consequenties waren niet alleen economisch maar ook politiek. In Engeland, België, Frankrijk, Italië en Spanje nam de staat aandelenbelangen in de bedrijven waardoor sprake was van een gedeeltelijke nationalisatie van de industrie. Zij deden dit om de werkgelegenheid te beschermen. In 1974 viel 25% van de staalproductie onder directe staatscontrole, maar in 1980 was dit opgelopen tot 60%. Usinor, Sacilor, Italsider, Cockerill en Hainaut-Sambre kwamen ten minste voor meer dan de helft in staatshanden. In strijd met de EGKS afspraken werden subsidies verleend om de bedrijven draaiende te houden. Tot 1981 werd zo'n 40 miljard gulden (circa 18 miljard euro) aan nationale steun in de vorm van achtergestelde leningen en directe subsidies verleend. Het meeste geld werd uitgegeven in Frankrijk, Italië en België, maar per ton staal liep Italië aan kop, gevolgd door Frankrijk, Verenigd Koninkrijk en België. Duitsland gaf relatief weinig financiële steun en het Nederlandse Koninklijke Hoogovens kreeg bijna niets.
De eerste maatregelen van de Europese Commissie (EC) waren op vrijwillige basis. In 1975 eiste de EC een productievermindering en stelde minimumprijzen vast voor een aantal staalproducten, maar beide maatregelen hadden onvoldoende effect. Niet alle Europese landen deden mee en kleine producenten onttrokken zich aan de afspraken. In maart 1977 volgde EC-commissaris Étienne Davignon met een plan voor intensievere samenwerking, een vrijwillige productievermindering en afspraken over voorwaarden voor subsidie regelingen. Davignon stelde ook voor dat iedere uitbreiding van capaciteit wordt gecompenseerd door ten minste een even grote sluiting van bestaande capaciteit. Er was ook een sociale component waarbij werknemers werden omgeschoold of met vervroegd pensioen konden gaan. Ook dit plan werkte niet, door de subsidies bleven de staalprijzen te laag en de industrie bleef verliezen rapporteren.
Op 30 oktober 1980 werd op basis van artikel 58 van het EGKS-verdrag de "crise-manifest" uitgeroepen. Er was nu formeel sprake van een crisis waardoor de EC meer bevoegdheden kreeg en de maatregelen een dwingend karakter kregen. Door het opleggen van een quoteringsmaatregel werd circa 90% van de staalproductie aan banden gelegd. Medio 1981 kwam men overeen de subsidieregelingen per eind 1985 te staken. Door het sluiten van capaciteit, modernisering van bestaande installaties, lagere kosten en een financiële sanering moest de staalindustrie weer winstgevend worden. Tussen 1980 en 1986 werd 20% van de capaciteit gesloten en de bezettingsgraad steeg van onder de 60% naar boven de 70%. De capaciteitsreductie van 40 miljoen ton kwam voor de helft voor rekening van Duitsland, verreweg het grootste staalproducerende land in Europa. In de periode 1980-1986 werd nog eens ECU 38 miljard aan subsidies verleend, waarvan het meest was bestemd als financiële steun om bedrijven gaande te houden. Italië was bijzonder ruimhartig en verleende ECU 12 miljard aan steun, gevolgd door Frankrijk met ECU 8 miljard. Het beleid was succesvol en in 1985 draaide de sector weer break-even.
Veel grote staalproducerende landen en regio's in Europa, zoals Luxemburg, het Ruhrgebied in Duitsland, het zuidwesten van Zweden, België, de industriële driehoek van Noord-Italië en Lotharingen in Frankrijk leden enorm in de jaren zeventig en tachtig. In de negen lidstaten van de EG daalde de totale werkgelegenheid in de staalindustrie van 795.000 in 1974 tot 722.000 in 1977, drie jaar later was dit gedaald naar 598.000 om in 1984 op 446.000 uit te komen.